# يوفك (اسداد)
يوفك هو دُوَّار يقع بجماعة بو مريم، إقليم فكيك، جهة الشرق في المملكة المغربية. ينتمي الدوّار لمشيخة اسداد التي تضم 8 دواوير. يقدر عدد سكانه بـ 294 نسمة حسب الإحصاء الرسمي للسكان والسكنى لسنة 2004.

## روابط خارجية
- البوابة الوطنية للجماعات الترابية
- المندوبية السامية للتخطيط